# .br
.br – domena internetowa przypisana od roku 1989 do Brazylii i administrowana przez Comite Gestor da Internet no Brasil.

## Domeny drugiego poziomu
- adm.br – administratorzy
- adv.br – prawnicy
- agr.br – rolnictwo
- am.br – spółki radiowe
- arq.br – architektura
- art.br – sztuka, muzyka, folklor itp.
- ato.br – aktorzy
- b.br – wyłącznie dla środowiska bankowego (bankowość online itp.).
- bio.br – biolodzy
- blog.br. – blogi
- bdm.br – biomedics
- cng.br – scenografowie
- cnt.br – księgowi
- com.br – strony komercyjne, osoby prywatne.
- coop.br – spółdzielnie
- ecn.br – gospodarka
- edu.br – instytucje szkolnictwa wyższego
- eng.br – inżynierowie
- esp.br – sport
- etc.br – podmioty, które nie mieszczą się w innych kategoriach
- eti.br – specjaliści IT
- far.br – apteki i drogerie
- flog.br – fotoblogi
- fm.br – FM spółek radiowych, licencjonowane przez brazylijskiego Ministerstwa Łączności
- ot.br – fotografów
- fst.br – fizjoterapeuci
- g12.br – uczelnie K12
- ggf.br – geografowie
- gov.br – podmioty rządowe
- imb.br – nieruchomości
- ind.br – przemysł
- inf.br – media i informacje
- jor.br – dziennikarze
- jus.br – brazylijski sądownictwo
- leg.br – brazylijski działy legislacyjne państwa
- lel.br – Aauctioneers
- mat.br – matematycy i statystycy
- med.br – lekarze
- mil.br – brazylijskie siły zbrojne
- mus.br – muzycy
- net.br – strony komercyjne w ogóle i osoby prywatne.
- nom.br – osoby prywatne
- not.br – notariusze
- ntr.br – dietetycy
- odo.br – dentyści
- org.br – niekomercyjne podmioty pozarządowe
- ppg.br – specjaliści od reklamy
- pro.br – nauczyciele
- psc.br – psycholodzy
- psi.br – dostawców usług internetowych
- qsl.br – radioamatorzy
- rec.br – rekreacyjne, rozrywka, wypoczynek, gry itp.
- slg.br – socjologowie
- srv.br – usługodawcy
- taxi.br – taksówki
- teo.br – teolodzy
- tmp.br – wydarzenia przejściowe, takie jak targi i wystawy
- trd.br – tłumacze
- tur.br – turystyka
- tv.br – nadawcy dźwięku i obrazu, licencjonowane przez brazylijskiego Ministerstwo Łączności
- vet.br – weterynarze
- zlg.br – zoologiczne